# Hochofen Hagelsrum
Der Hochofen Hagelsrum ist ein Industriedenkmal am Silverån-Wasserfall in Hagelsrum, zwischen Målilla und Hultsfred in der Provinz Kalmar in Schweden.

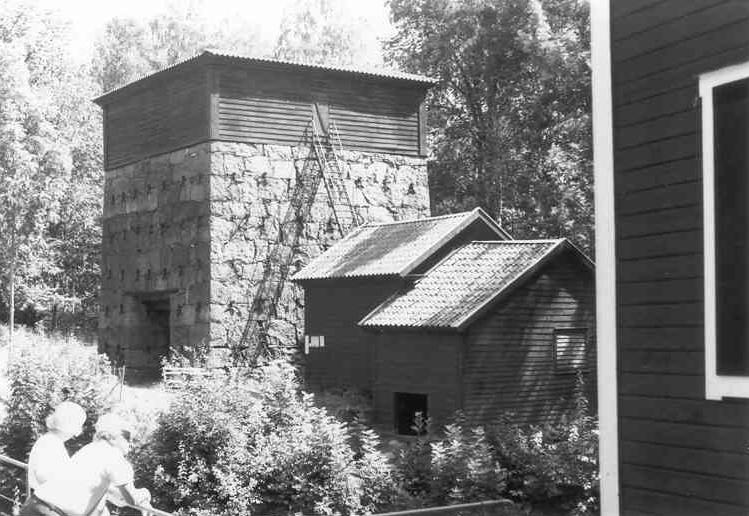
Hochofen Hagelsrum 1989

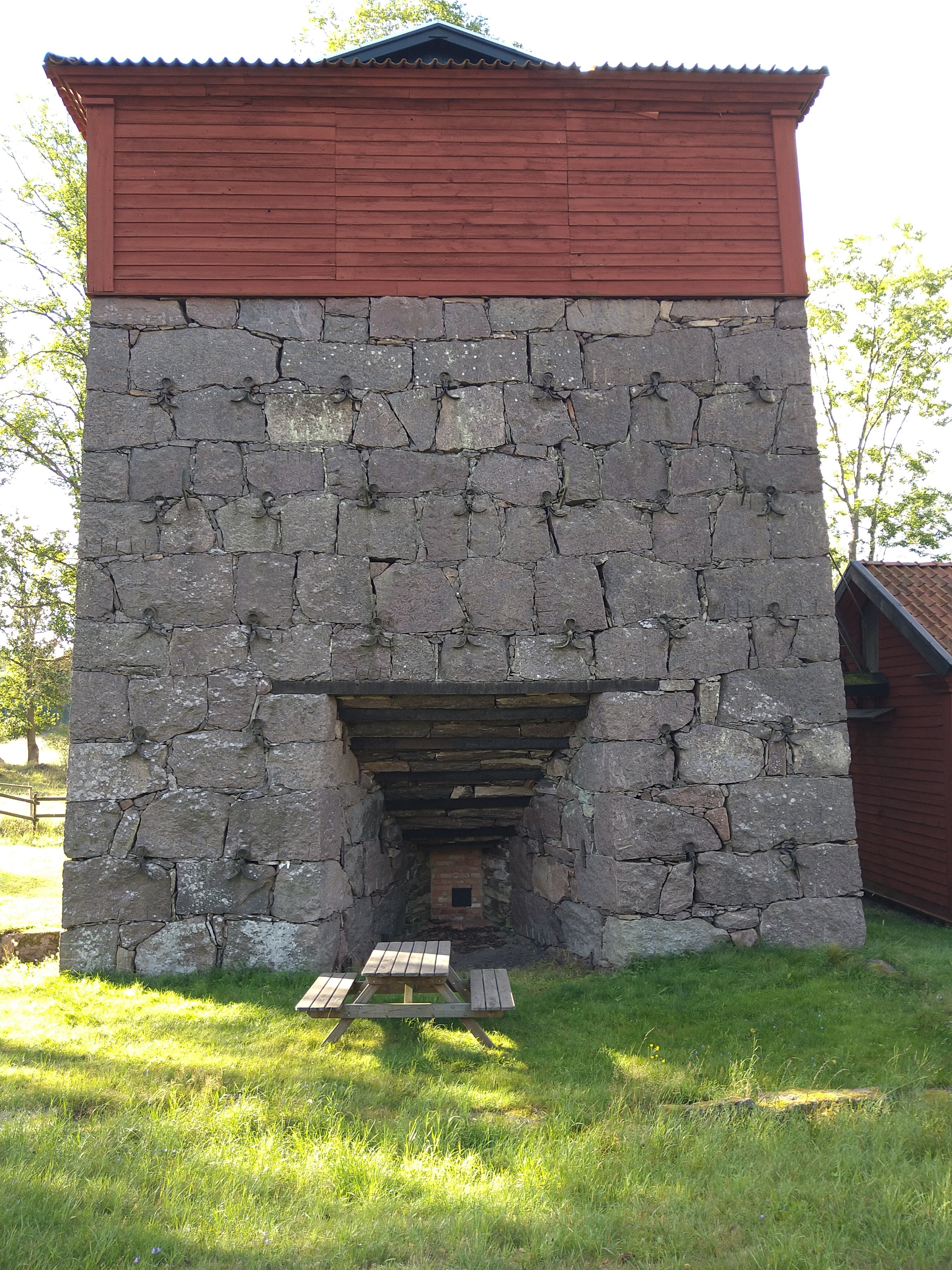
2022

## Geschichte
Småland ist bekannt für seine Eisenherstellung schon in früher Zeit. Eine wichtige Voraussetzung war das Vorhandensein von Raseneisenstein. Das Erz wurde mit Hilfe von Holzkohle und handbetriebenen Blasebälgen in einfachen Gebläseöfen geschmolzen. Allein in der Provinz Kalmar wurden an mehr als einhundert Orten Reste dieser Öfen entdeckt. Das in den Gebläseöfen hergestellte Eisen war sofort schmiedbar. Es wurde in etwa 350 Gramm schwere Stücke geformt, die man Osmund nannte. Diese waren das Rohmaterial für die Schmiede, wurden aber auch, anstelle von Münzen, als Zahlungsmittel akzeptiert. Während des 17. Jahrhunderts stieg der Bedarf an Eisen in Schweden sowohl durch Bautätigkeit als auch durch kostspielige Kriegsführung. Infolge führte man eine neue Herstellungsmethode für Eisen ein, eine Art Hochofenmethode. Das so gewonnene flüssige Roheisen wurde in Barren gegossen. Das gewonnene Metall unterschied sich jedoch vom Eisen aus den Gebläseöfen. Die Barren waren wegen des hohen Kohlenstoffgehaltes im Rohzustand nicht zu verarbeiten. Aus diesem Grund musste es erst aufbereitet werden. Der oft mehr als vierprozentige Kohlenstoffgehalt musste auf wenige zehntel Prozent reduziert werden um schmiedbar zu werden. Die Aufbereitung und Schmiedearbeit erfolgte in einem Eisenhammerwerk oft unmittelbar neben dem Hochofen. 
Die wichtigsten Rohstoffe eines Hochofen im 18. und 19. Jahrhundert waren das Eisenerz und Holzkohle unter Zusatz von Kalkstein und Quarz. Die zusätzliche Luft, die man für die Verbrennung der Kohle benötigte, wurde mit Blasebälgen, später mit Gebläsen zugeführt. Ein Wasserrad erzeugte die notwendige Energie um die Apparate anzutreiben.

## Hochofen in Hagelsrum
Der Bürgermeister und Oberförster Wilhelm Mauritz Pauli besaß seit 1729 das Privileg einer Eisenhütte im Kirchspiel Karlstorp und gründete dort die Pauliströms Werke. Nach zehn Jahren hatte sich das Unternehmen um eine Stabeisenschmiede in Storebro erweitert, die in der Lage war, mehr Roheisen zu verarbeiten, als der eigene Hochofen produzieren konnte. Am 3. Mai 1748 erhielt Pauli von der Behörde Kongliga Bergscollegium eine Genehmigung zum Bau für einen Hochofen in Hagelsrum. Der Hochofen wurde damals auf der Westseite des Flusses Silverån errichtet. Aufgrund finanzieller Probleme wurde Paulis Betrieb im Herbst 1748 zwangsversteigert. Die Käufer waren Thomas Plomgren und Jean Henri Lefebure. Nach Plomgrens Tod 1754 übernahm sein Schwiegersohn Carl Fredrik Pechlin den Betrieb. Einige Jahre später stürzte der Hochofen ein. Ein neuer Hochofen in Hagelsrum, der den vorherigen ersetzte, wurde 1761 nun auf der Ostseite des Flusses errichtet. Der neue Bau war höher und wurde moderner ausgestattet. Im Jahre 1771 bekam Pechlin die Genehmigung zum Bau einer Nagelschmiede in Hagelsrum. Diese wurde jedoch nie errichtet. Pechlin verkaufte Hagelsrum 1780, womit eine mehr als zehnjährige Phase des Verfalls begann. Im Jahr 1795 wechselte Hagelsrum in den Besitz von Carl Gustav Hedberg. Der erst 22-jährige neue Eigentümer brachte den Betrieb des Hochofens wieder in Gang und erweiterte ihn mit einem Eisenhammer in Rosenfors. Ab 1881 gehörte der Hochofen zum neu gebildeten Rosenfors Bruk. Das Unternehmen ging schließlich in Konkurs und wurde 1810 erneut zwangsversteigert. Nach Hedberg folgten verschiedene Besitzer. 1836 kam der Hochofen in den Besitz von Carl Herman Engqist. Er ließ den Ofen von 1761 abreißen und ihn 1854 durch den heute erhaltenen ersetzen. Ein Teil des geschmolzenen Eisens wurde bis in die 1860er Jahre zum Gießen einfacherer Produkte direkt am Hochofen verwendet. Der Hochofen wurde 1877 stillgelegt. Danach verfiel die Anlage bis in die 1950er Jahre. Erst dann wurde mit dem denkmalgerechten Wiederaufbau begonnen. Auch das Gebläse und Teile des Wasserrades sind in ihren ursprünglichen Gebäuden erhalten geblieben. Die Anlage befindet sich im Besitz des Heimatvereins Målilla-Gårdveda.  

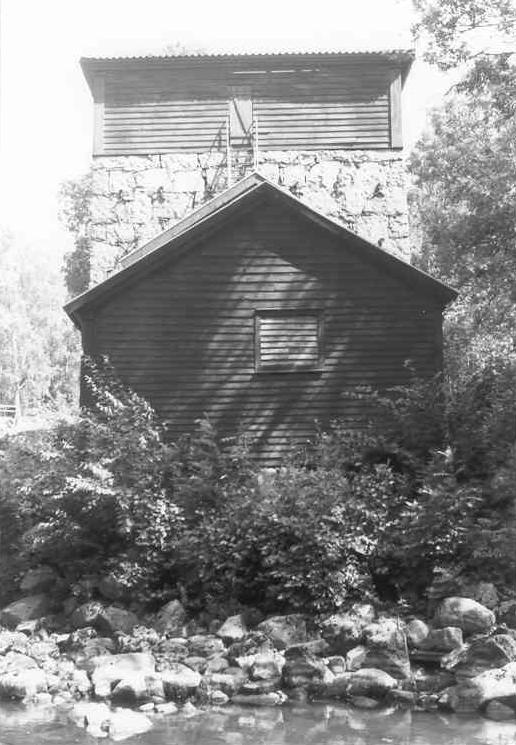
1989
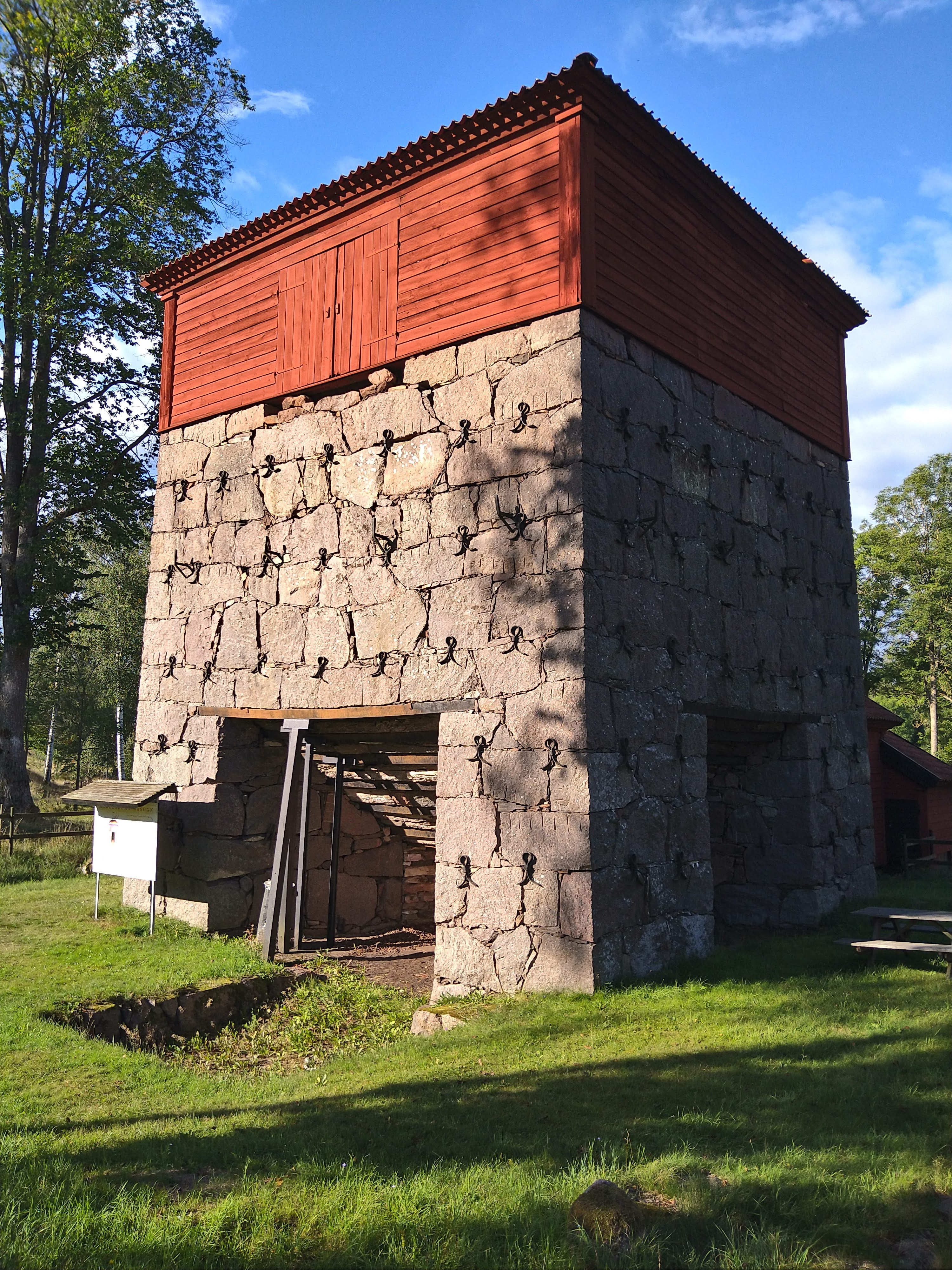
2022
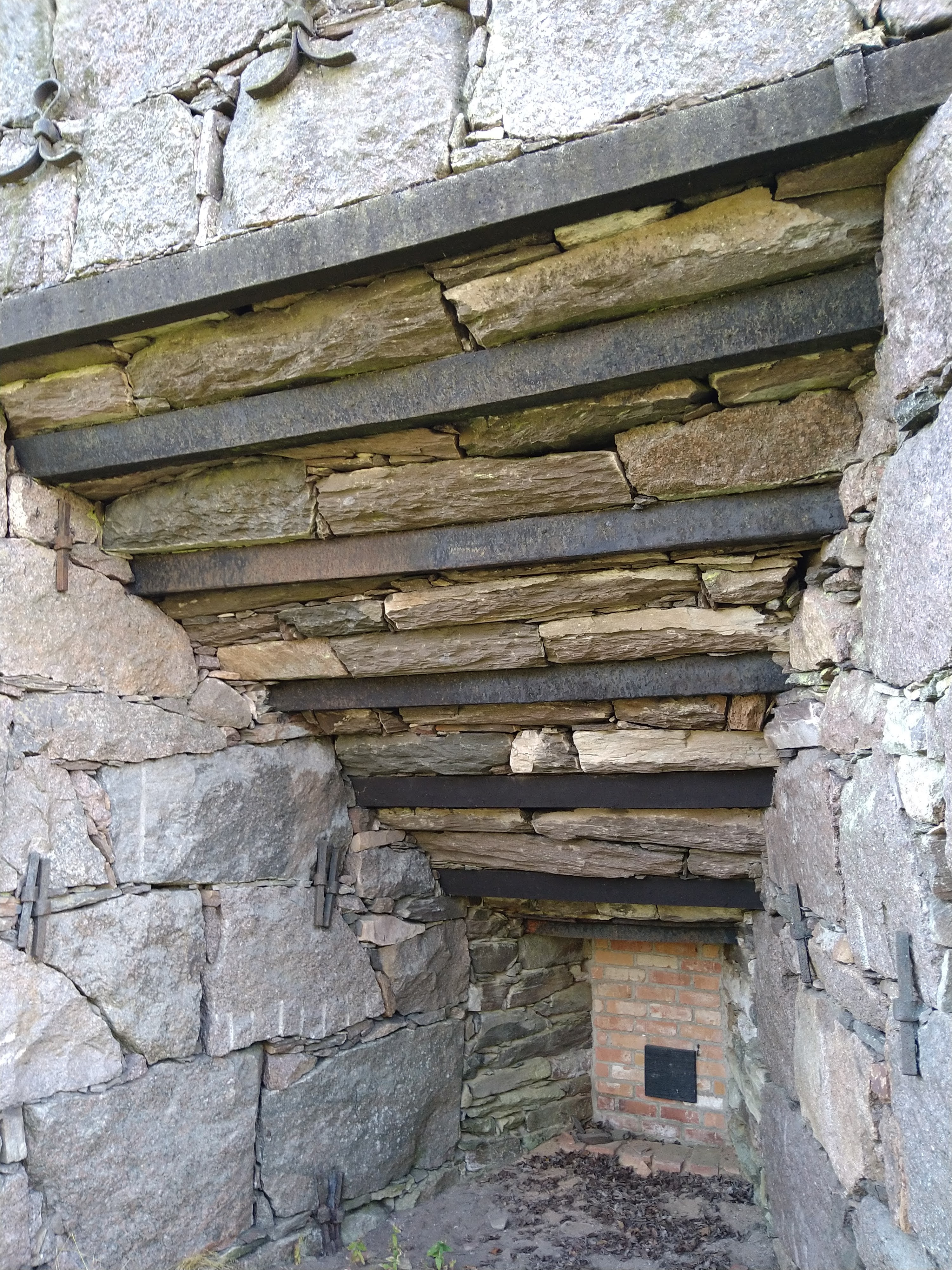
Öffnung für den Abstich
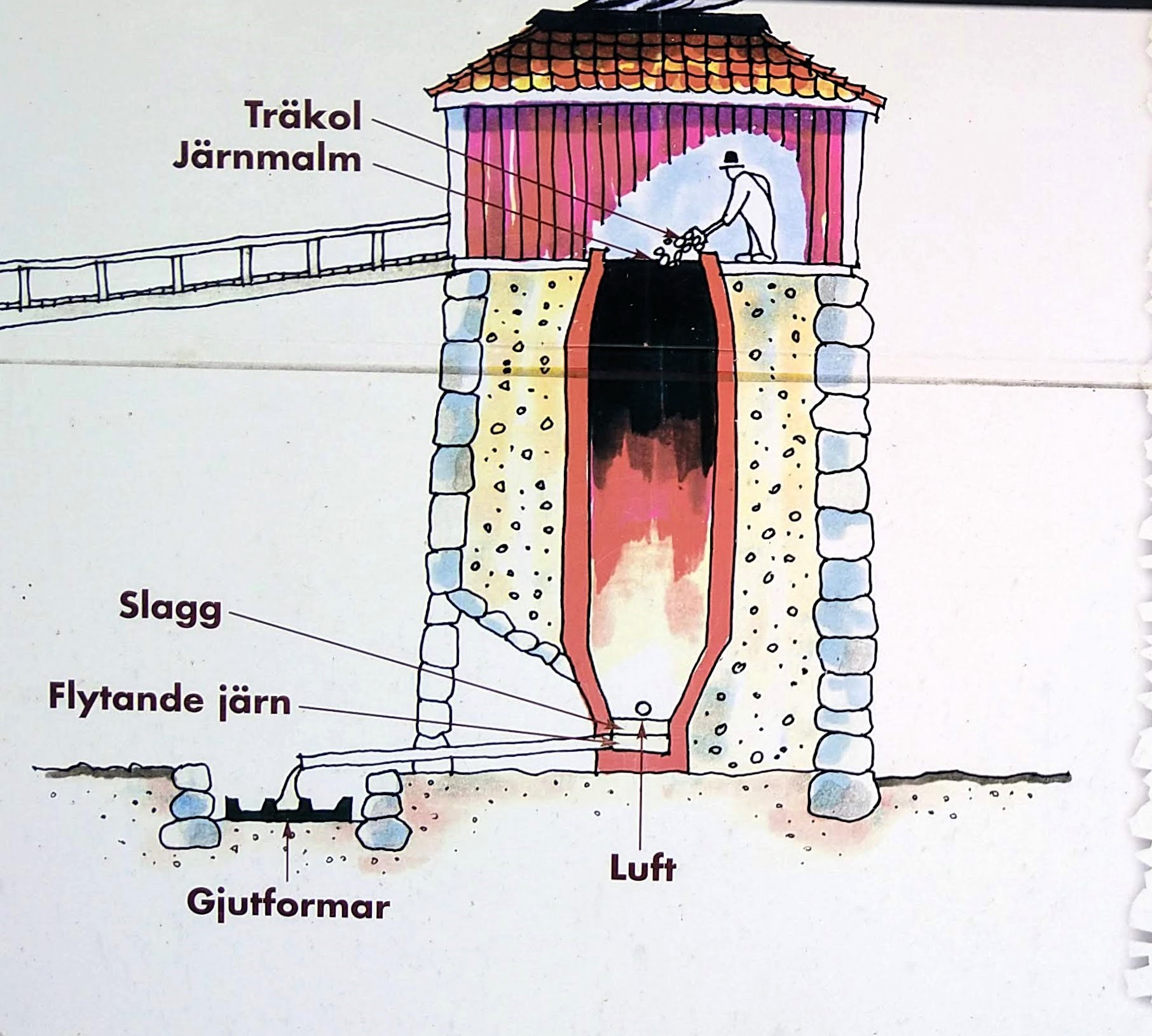
Prinzip Hochofen, siehe Erläuterung

- Träkol/Holzkohle, Järnmalm/Eisenerz, Slagg/Schlacke, Flytande jarn/Flüssiges Eisen, Gjutformar/Gussform